# Amizade

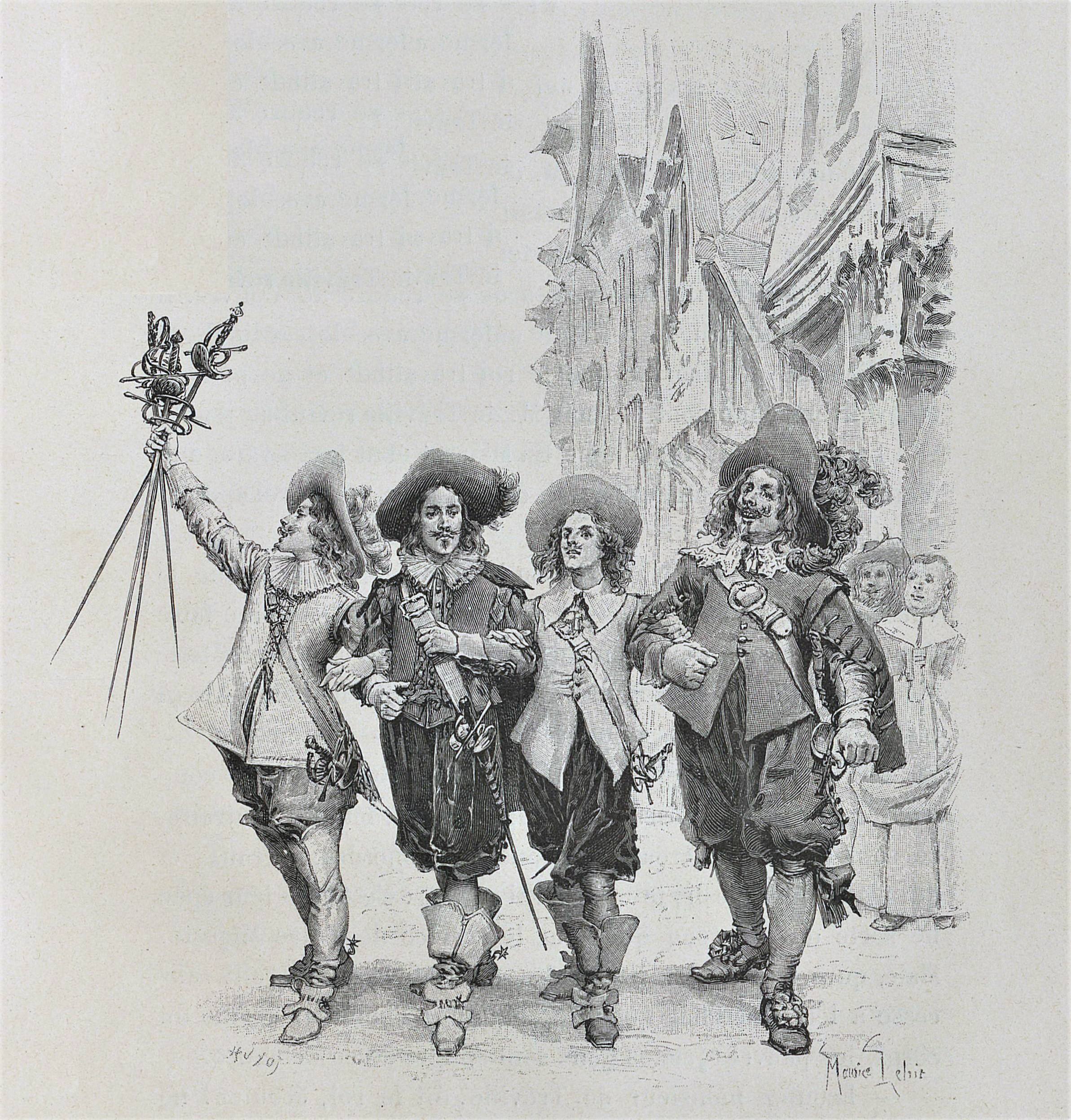
Os Três Mosqueteiros, do francês Alexandre Dumas: uma história firmada na amizade inquebrantável de seus personagens

Amizade (do termo latino vulgar amicitate) é uma relação afetiva, a princípio sem características romântico-sexuais, entre duas pessoas. Em sentido amplo, é um relacionamento humano que envolve o conhecimento mútuo e a afeição, além de lealdade ao ponto do altruísmo. Neste aspecto, pode-se dizer que uma relação entre pais e filhos, entre irmãos, demais familiares, cônjuges ou namorados, pode ser também uma relação de amizade, embora não necessariamente.
A amizade pode ter, como origem, um instinto de sobrevivência da espécie, com a necessidade de proteger e ser protegido por outros seres. Alguns amigos se denominam "melhores amigos". Os melhores amigos, muitas vezes, se conhecem mais que os próprios familiares e cônjuge, funcionando como um confidente. Para atingir esse grau de amizade, muita confiança e fidelidade são depositadas.
Muitas vezes, os interesses dos amigos são parecidos e demonstram um senso de cooperação. Mas também há pessoas que não necessariamente se interessam pelo mesmo tema, mas gostam de partilhar momentos juntos, pela companhia e amizade do outro, mesmo que a atividade não seja a de sua preferência.
A amizade é uma das mais comuns relações interpessoais que a maioria dos seres humanos tem na vida. Em caso de perda da amizade, sugere-se a reconciliação e o perdão. Carl Rogers diz que a amizade "é a aceitação de cada um como realmente ele é".
Popularmente, disse-se que "o cão é o melhor amigo do homem".
O Dia do Amigo (também conhecido como "Dia da Amizade") é comemorado em 20 de julho.
A amizade, tem sido considerada pela religião e cultura popular, como uma experiência humana de vital importância, inclusive tendo sido santificada por várias religiões. Na Epopeia de Gilgamesh, se relata a amizade entre Gilgamesh e Enkidu. Os greco-romanos tinham, entre outros vários exemplos, a amizade entre Orestes e Pílades. Na Bíblia, cita-se, no livro 1 de Samuel, a amizade entre Davi (que depois se tornaria rei em Israel) e Jónatas (filho do Rei Saul). Os evangelhos canônicos falam a respeito de uma declaração de Jesus, "Nenhum amor pode ser maior que este, o de sacrificar a própria vida por seus amigos.". Jesus também diz no mesmo capítulo: "Já não vos chamo servos, porque o servo não sabe o que faz seu senhor. Mas chamei-vos amigos, pois vos dei a conhecer tudo quanto ouvi de meu Pai.". Salomão escreveu a sabedoria da amizade em seus Provérbios: "Em todo o tempo ama o amigo, e na angústia se faz o irmão".
As relações de amizade são amplamente retratadas tanto na literatura como no cinema e na televisão. Como exemplos, podemos citar: Dom Quixote e Sancho Pança, Sherlock Holmes e Watson, os Três Mosqueteiros, O gordo e o magro, Os três patetas, a série Friends, entre outros.

## Senso comum

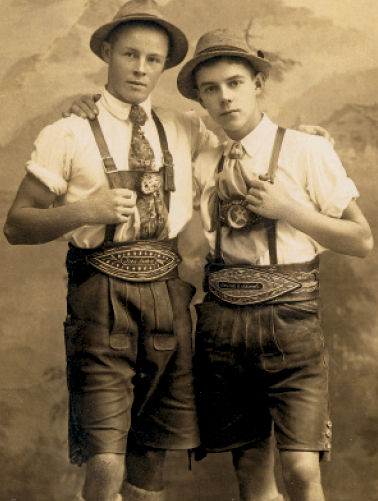
Fotografia antiga de dois amigos.

A amizade comum costuma determinar, também através da sabedoria popular, aquilo que se deve esperar como sendo componente de uma amizade ideal. Embora muitas vezes na prática alguns ou muitos destes componentes não estejam presentes na relação de amizade, a título informativo, algumas destas afirmativas estarão sendo listadas abaixo:
- A tendência de desejar o melhor para o outro;
- Simpatia e empatia;
- Honestidade;
- Lealdade;
- A amizade leva a um sentimento de altruísmo e lealdade, ao ponto de colocarmos os interesses do outro à frente de seu próprio interesse. Amizade resume-se em lealdade, confiança e amor, seja fraterno ou mais profundo;
- Faz parte da amizade não exacerbar os defeitos do outro e dividir os bons e maus momentos;
- Os amigos evitam ser sufocantes ao outro para que haja respeito aos direitos deste. Evitam também sufocá-los com exigências, para que não haja o risco de perdê-los;
- Os amigos se sentem atraídos pelos outros pela forma que eles são e não pelo que eles possuem. As verdadeiras amizades tudo suportam, tudo esperam, tudo creem e tudo perdoam pelo simples fato de existir, entre eles, o verdadeiro amor, também conhecido como amor storge = amor de amigos.

## Tipos de amizade

### Amizade de baixa manutenção
A amizade de baixa manutençã é um tipo de relacionamento interpessoal em que as pessoas mantêm entre si laços emocionais fortes, mesmo com pouco contato ou interações frequente. Esse tipo de amizade não exige uma troca constante de mensagens ou encontros, mas se baseia na confiança, no respeito mútuo e no apoio emocional, o que permite que a amizade se mantenha estável mesmo com a distância. 
Alguns estudos sugerem que, embora o tempo investido em uma amizade de baixa manutenção seja menor, a qualidade da relação é o que realmente influencia sua durabilidade. Há evidências de que esse tipo de que amizade também pode contribuir para o bem-estar subjetivo (BES).
No entanto, críticas sugerem que quando o contato afetuoso é muito raro, pode levar a um distanciamento entre as pessoas envolvidas caso essa diminuição de contato não seja acompanhada pela compreensão mútua sobre as expectativas e ausência de apoio emocional, considerando que "a função de amizade, que se correlaciona principalmente com os níveis de bem-estar, é estimular o companheirismo".
No Brasil, o termo se popularizou e suscitou discussões a partir de fevereiro de 2025, quando o oncologista Drauzio Varella publicou um vídeo criticando as amizades de baixa manutenção. Para Drauzio, elas estão intrinsincamente ligadas ao aumento da solidão, que poderia "acelerar o declínio cognitivo e aumentar o risco de demência".

### Amizade x coleguismo

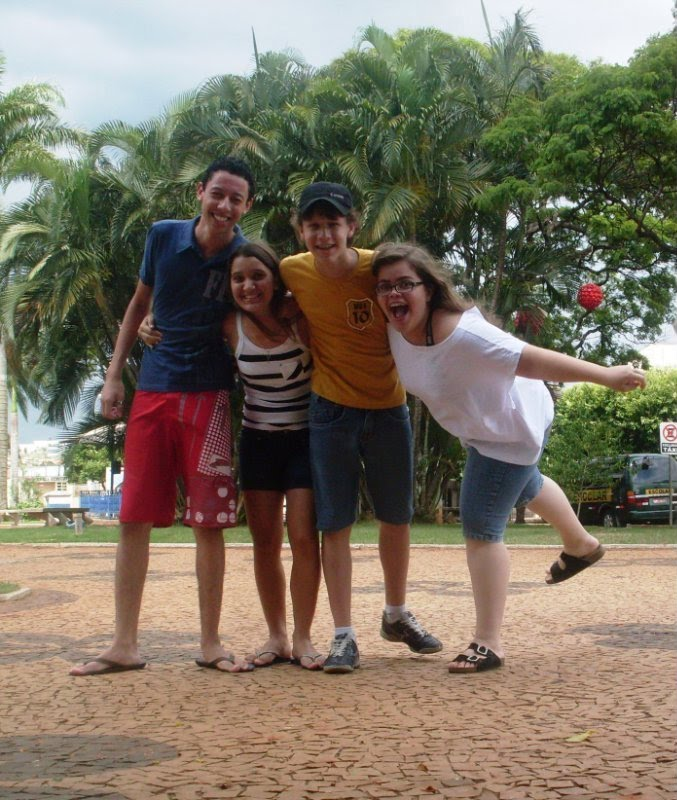
Fotografia de quatro amigos.

Em sentido mais estrito, são chamados de amigos aquelas pessoas com quem se costuma realizar atividades recreativas, tais como desportos, jogos diversos, sair à noite; ou no contexto dos adolescentes, aqueles com os quais se dão melhor na escola.
Muitos apontam nisso uma confusão entre o conceito de amigo e o de colega, este sim um tipo de pessoa com o qual não há fortes laços de companheirismo, apenas interesses afins.

### Amizade entre sexos diferentes
Na maioria das culturas, considera-se normal que os amigos sejam prioritariamente pessoas do mesmo sexo, embora esta concepção tenha mudado bastante na sociedade ocidental do século XX. Ainda assim, a amizade entre pessoas de sexos diferentes ainda é, muitas vezes, vista com a desconfiança de que não seria nada mais que um mero relacionamento com conotações sexuais, disfarçado. No Brasil, frases preconceituosas deste tipo são muito encontradas na cultura popular, tais como "Amigo de mulher é mulher também", ditas frequentemente por namorados ciumentos. Não existe, para a maioria das culturas, problemas explícitos, erro ou desvio na amizade entre sexos diferentes: no entanto, é de frisar que existem sempre sinais maiores que o simples preconceito aquando de uma amizade desta forma.

### Amizade colorida
Segundo o dicionário Houaiss, "amizade colorida" é um relacionamento amoroso e sexual, geralmente passageiro, sem compromisso de estabilidade ou fidelidade. Ou seja, é uma espécie de relação aberta em que pode existir uma intimidade física entre as pessoas, bem diferente de uma amizade tradicional — também chamada amizade preto e branco.
No Brasil, é um relacionamento mais típico das últimas décadas, que descreve um relacionamento entre duas pessoas onde estes são amigos, mas também costumam ter algum tipo de relação de caráter romântico-sexual, sem que tenham realmente um compromisso de namoro.
Este tipo de relação também é descrita em ditados populares modernos, tais como "amigos também beijam".
Embora sejam conceitos diferentes, muitos confundem a ideia de amizade colorida com os conceitos de ficada e relacionamento aberto.

### Amizade por correspondência
Amizade por correspondência, e sua versão século XXI, a amizade virtual, são relacionamentos entre pessoas que se comunicam por carta ou internet, e desenvolvem, entre si, sentimentos idênticos ao de uma amizade tradicional, sem de fato jamais terem se conhecido pessoalmente; ou quando muito, se encontraram raramente.

## Saúde
Estudos demonstraram que fortes apoios sociais melhoram as perspectivas de boa saúde e longevidade de uma pessoa. Inversamente, a solidão e a falta de apoios sociais estão ligados a um maior risco de doença cardiovascular, infecções virais e câncer, assim como maiores taxas gerais de mortalidade. Dois pesquisadores chegaram a nomear as redes de amizade como uma "vacina comportamental", que aumenta tanto a saúde física quanto a mental.
Existe um grande corpo de pesquisa que liga amizade e saúde, mas as razões precisas dessa conexão ainda são pouco claras. A maioria dos estudos nessa área são grandes estudos prospectivos que acompanham as pessoas ao longo do tempo. Embora possa haver correlação entre as duas variáveis (amizade e saúde), os pesquisadores ainda não sabem se existe uma relação de causa e efeito, como por exemplo a noção de que boas amizades realmente melhoram a saúde. Várias teorias tentam explicar essa ligação: bons amigos encorajariam a pessoa a ter um estilo de vida mais saudável; bons amigos encorajariam a pessoa a procurar ajuda quando necessário; bons amigos encorajariam a pessoa a lutar contra os problemas de saúde; bons amigos ativariam mecanismos psíquicos que melhoram a saúde da pessoa.

### Saúde mental
Foi descoberto que a falta de amigos tem um importante papel no aumento do risco de idealização suicida entre mulheres adolescentes, bem como em um maior número de amigos que não são amigos entre si. Entretanto, nenhum efeito similar foi observado em homens. Ter poucos ou nenhum amigo é um importante indicador na diagnose de muitos transtornos mentais.
Uma maior qualidade das amizades contribui para a autoestima, autoconfiança e desenvolvimento social. Um estudo da World Database of Happiness descobriu que pessoas com amizades profundas são mais felizes, embora o número absoluto de amizades não aumente a felicidade. Outros estudos sugerem que crianças que têm amizades de alta qualidade podem estar protegidas contra o desenvolvimento de certas desordens, como ansiedade e depressão. Inversamente, ter poucos amigos está associado a evasão escolar, agressão e crime. A rejeição social também está associada a menor integração à mão de obra e menor participação em atividades sociais, enquanto mais qualidade nas amizades está associada a maior autoestima.

## Casos específicos

### Transtorno do défice de atenção e hiperatividade
Crianças com transtorno do défice de atenção e hiperatividade podem ter dificuldade para criar e manter amizades, devido a sua habilidade limitada em construir competência social através de aprendizado observacional, devido a sua dificuldade em compreender sugestões sociais, devido aos impactos sociais de sua impulsividade, e devido a sua tendência a se envolver em atividades que podem ser vistas como perturbadoras por seus colegas. Em um estudo de 2007, não foi identificado nenhum tratamento efetivo contra os transtornos sociais das crianças com transtorno do défice de atenção e hiperatividade.

### Autismo
Certos sintomas dos transtornos do espectro autista podem interferir na formação das relações interpessoais, como a preferência por ações rotineiras, resistência a mudanças, obsessão com interesses particulares ou rituais, e falta de competência social. Descobriu-se que crianças com autismo tendem a ter uma única pessoa como amiga íntima, ao invés de grupos de pessoas. E também que elas tendem a ser amigas íntimas de crianças que tenham alguma espécie de incapacidade. Uma ligação forte com os pais ajuda na qualidade das amizades das crianças autistas, pois ela compensa a falta da habilidades sociais dessas crianças.
Um estudo de Frankel et al. demonstrou que a intervenção e orientação parentais têm um importante papel na formação das amizades das crianças autistas. Os profissionais escolares também têm um importante papel no ensino das competências sociais a essas crianças.
O bullying é uma questão preocupante nas relações sociais. De acordo com Anahad O'Connor, do jornal The New York Times, ele tende a ocorrer mais com crianças autistas que vivem de modo independente. Essas crianças correm maior risco porque elas têm muitos dos rituais e falta de competência social típicos das crianças com autismo mais óbvio, mas são objeto de educação inclusiva, por pertencerem ao rol das crianças com autismo menos óbvio. Crianças com autismo têm mais dificuldade em entender as sutilezas da comunicação social. Como consequência, elas podem ter dificuldade em perceber que estão sendo vítimas de bullying.

### Síndrome de Down
Crianças com síndrome de Down têm maior dificuldade em criar amizades. Elas demoram mais para aprender a falar, o que dificulta seu relacionamento com outras crianças. Muitas crianças com síndrome de Down podem preferir observar as outras crianças e brincar ao lado delas, mas não junto com elas, porque elas têm mais facilidade em compreender do que em externar seus pensamentos. Na pré-escola, crianças com síndrome de Down podem se beneficiar das classes. Crianças com incapacidades se beneficiam da variedade de interações sociais tanto com crianças quanto com adultos. Na escola, assegurar um ambiente inclusivo pode ser difícil, mas a proximidade com amigos íntimos pode ser crucial para o desenvolvimento social.

## Estudos demográficos
Amigos tendem a ser similares uns aos outros em termos de idade, gênero, comportamento, abuso de substância, disposição pessoal e performance acadêmica. Em países etnicamente diversos, existe ampla evidência de que crianças e adolescentes tendem a formar amizades com outros da mesma raça ou etnia, começando na educação infantil, e atingindo seu auge no meio ou no final da infância.

### Diferenças de gênero
Geralmente, as amizades entre mulheres na idade infantil tendem a focar nas conexões interpessoais e no apoio mútuo, enquanto as amizades entre crianças do sexo masculino tendem a focar no estatuto social, e podem desencorajar ativamente a expressão de necessidades emocionais. As mulheres costumam reportar mais ansiedade, ciúme, vitimização relacional e menor estabilidade em relação a suas amizades, e os homens reportam maior nível de vitimização física. No entanto, tanto mulheres quanto homens tendem a reportar níveis semelhantes de satisfação com suas amizades.
Entre adultos mais velhos, as mulheres tendem a ser mais socialmente aptas que os homens, e muitos homens mais velhos podem depender de uma companhia feminina, como a esposa por exemplo, para compensar sua menor habilidade social.

## Animais
A amizade também é encontrada em animais de maior inteligência, como mamíferos superiores e alguns pássaros. Amizade entre espécies é comum entre seres humanos e animais domésticos. A amizade entre espécies também pode ocorrer entre animais não humanos, como cães e gatos.